# M24型柄付手榴弾

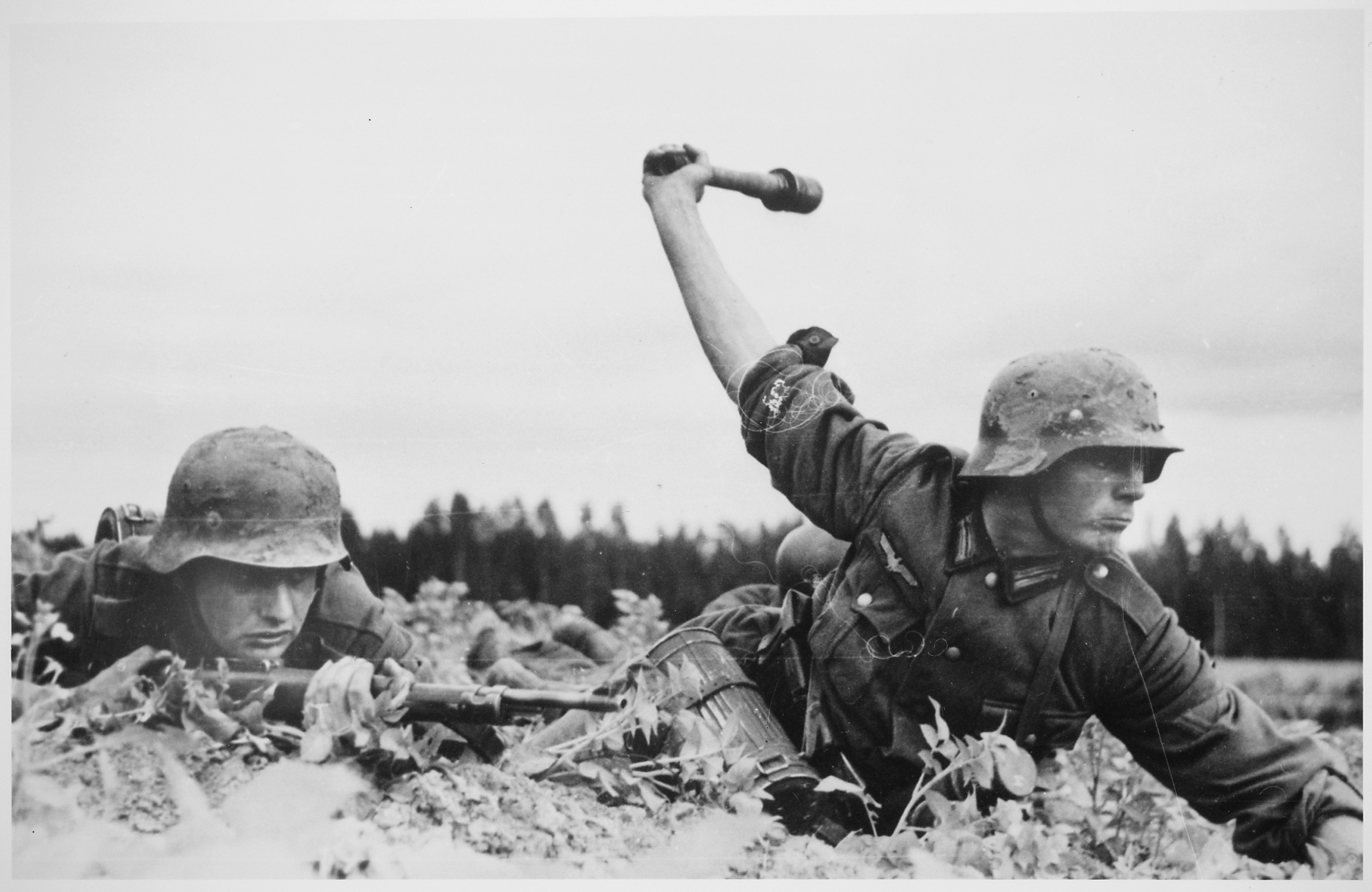
1941年、東部戦線においてM24型柄付手榴弾を投擲するドイツ兵

M24型柄付手榴弾（エム24がたえつきしゅりゅうだん、ドイツ語: Stielhandgranate 24）は、第一次世界大戦中にドイツで開発された柄付き手榴弾である。小さい缶詰型の炸薬部に木製の棒をつけた形状から、イギリス軍将兵からポテトマッシャー（じゃがいも潰し器）という渾名がつけられ、ドイツ語では「Die Kartoffelpresse」という。20世紀を代表する歩兵用兵器として知られる。和名は24年型柄付手榴弾。

## 概要
第一次世界大戦から使用されていたヘアブラシ型手榴弾M1915の改良型で、大量の炸薬を発火させる事により起こる爆圧で相手を殺傷する。有効範囲は約10メートルで「攻撃型手榴弾」に分類される。

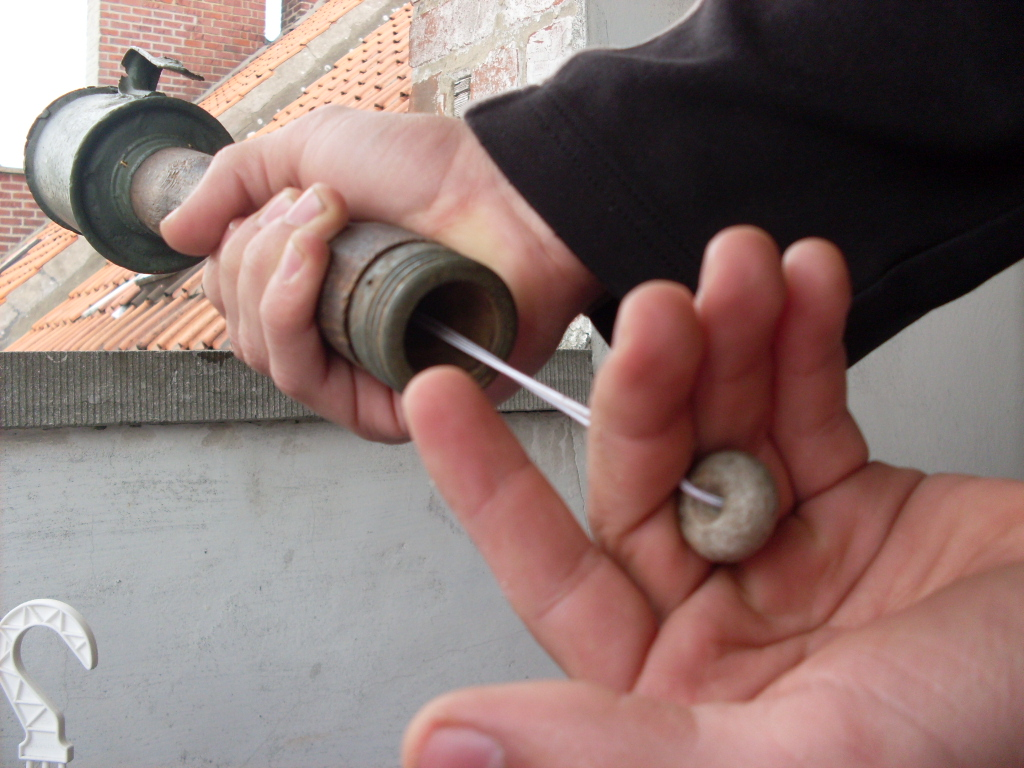
露出した引き紐（画像はM1917手榴弾のもの）

発火方式は摩擦発火式を採用。円筒形状の木製の柄の中に、弾殻の信管に繋がる紐が通されている。使用方法としてはまず柄のねじ込み式安全キャップ（ボトルキャップの様な形状で金属製）をねじ外し、その中に現れる紐の端に付けられた鉛製の玉を握り、紐を引き抜く。すると紐の信管側の端に付けられた金属ピンが引き抜かれる際、ピンと擦り薬との間の摩擦によって、マッチの様に火花が生じて導火薬に着火し、3-4秒の遅延時間を経て爆発する。指や手首に紐を巻きつけたまま投げる事で、投擲と発火を同時に行うことも出来る。
また対戦車戦闘に用いるために、柄と信管を外した弾頭部6個を針金などで1つの柄付き手榴弾の弾頭部に巻きつけた集束装薬として使用する事も出来る。その場合には通常の7倍の火薬量となるが、基本的には対人用兵器であり装甲板を爆風だけで破壊することは難しいため、開口されたエンジングリル上や履帯、走行装置などの弱点部位に対する攻撃に用いられた。
柄付手榴弾には3種類あり、
- 弾頭部に携行用フック金具が付いた第一次大戦型の初期型
- フック金具を省略した中期型
- マウントリング部と柄の取り付け方法を省力化した後期型

が存在する。
M24の発展型としては、M24と同じ構造で全長を406ミリメートルとしたM39型、大戦後半には信管を弾頭の上部に移したM43型が作られた。M43型では木柄を中空構造にする必要がなくなり、単純な棒状の柄となった。さらに破片効果を増すために、弾頭にかぶせる鋳鉄製アタッチメントも使用され、上記の各型手榴弾と共用できる。

## 諸元

M24型柄付手榴弾のデモンストレーション（1946年 オランダ）

全長356ミリメートル
弾頭部直径60.5ミリメートル
全高77.8ミリメートル（86.5ミリメートル：マウント部を含む）
炸薬量170グラム（TNT火薬）

## 登場作品

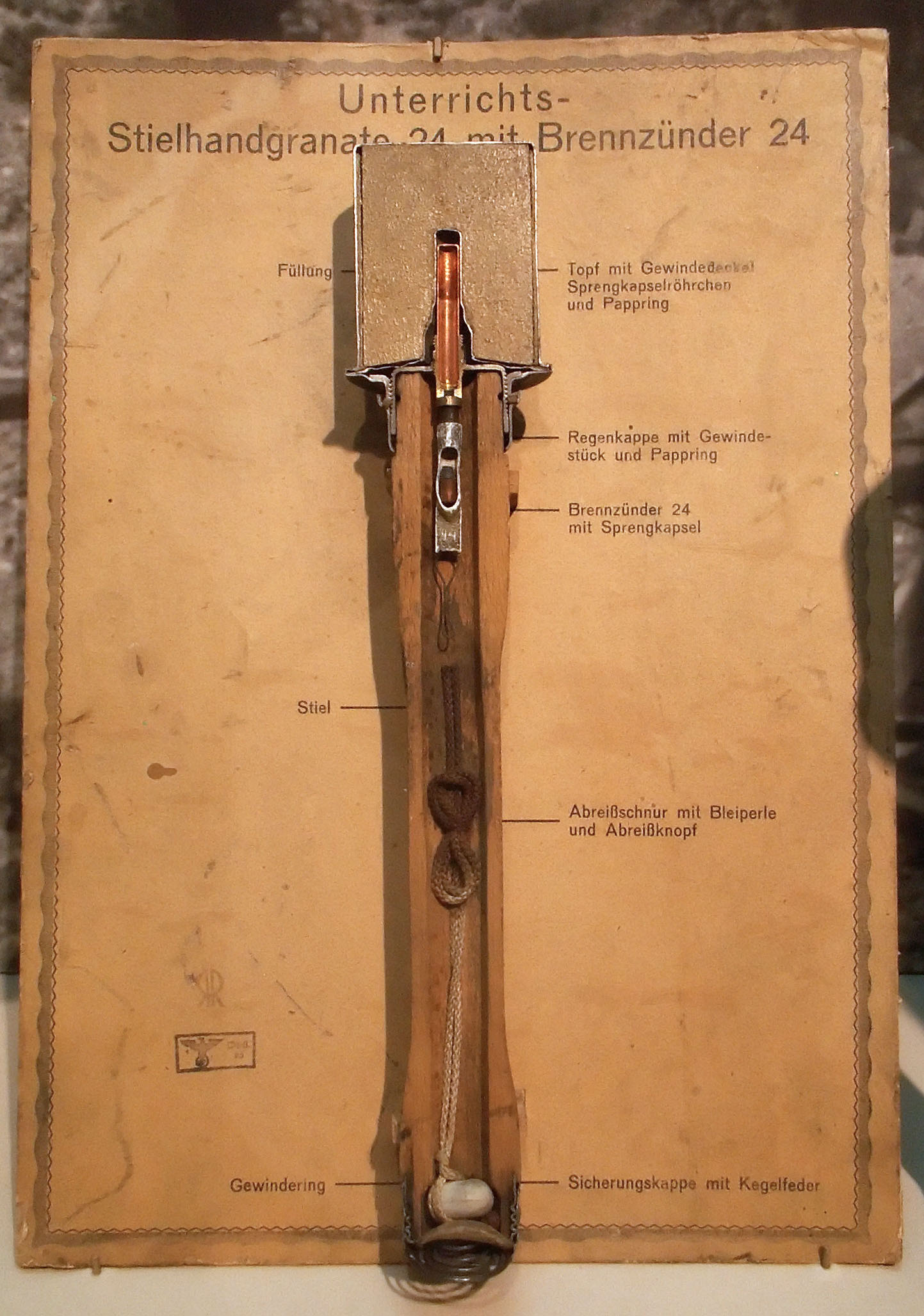
M24型柄付手榴弾の訓練用カットモデル

ドイツ軍が登場する作品・戦闘シーンの多くに登場する。創作ではアメリカ軍のマークII手榴弾を意識したと思われる、ピンを抜くことで発火したり、また紐を引くだけで抜けない描写がしばしば見られるが、上記の通りM24は紐を引き抜く方式であるため、これは誤りである。

### 映画・テレビドラマ
『少林サッカー』
シンが使用。
『スターリングラード (2001年の映画)』
前半のスターリングラードの市街戦で、主人公、ヴァシリ・ザイツェフと赤軍政治将校のダニロフが、戦場の一角で休息を取っていたドイツ軍将校達へ狙撃を試みた際、2人の気配に気付いた警護役のドイツ軍兵士が2人が物陰に潜んでいると想定して本手榴弾を投げ込もうとするが、投げ込む前にヴァシリに狙撃される。
『戦場のピアニスト』
ポーランドのレジスタンスが所持。
『地下水道』
レジスタンスが、ドイツ軍のM24柄付手榴弾を使って仕掛けたブービートラップを処理するシーンがある。
『バンド・オブ・ブラザース』
第2話「ノルマンディ降下作戦」で、E中隊がドイツ軍陣地の野砲を破壊するため、その場にあったものを使用。
『フューリー』
物語終盤、主人公らの乗るM4A3E8 シャーマン戦車、通称「フューリー」が弾薬切れで反撃不能に陥ったことを悟った武装親衛隊が、フューリーのハッチから2発を投げ入れる。
『プライベート・ライアン』
終盤の橋を巡る戦闘でドイツ軍が使用するが、いくつかは投げ返されてしまう。

### 漫画・アニメ
『Angel Beats!』
2話に登場。
『HELLSING』
ミレニアム大隊らが乗っ取ったイギリス海軍の空母にて、突入してきたアーカードに対してミレニアム大隊が投擲する。
『ガールズ&パンツァー』
『ガールズ&パンツァー 最終章』第1話に登場。学園艦底部のバー「DONZOKO」でサメさんチームに襲われた際、秋山優花里が護身用として背中に隠し持っていた。
『紅の豚』
ポルコとカーチスの勝負の際、騒いでいる観客を黙らせるために空賊が使用。
『ジョジョの奇妙な冒険』
原作およびTVアニメ版第13話「JOJO VS. 究極生物」でシュトロハイムが自爆するために使用。
『進撃の巨人』
第23巻91話に登場。装甲列車を破壊するため、ガビ・ブラウンが弾頭部を6つ加え収束装薬化して使用した。
『天空の城ラピュタ』
ドーラ、兵士が使用。
『独立戦車隊』
「ウクライナ混成旅団～幻の豹」にて、ヴォルトマンが裏切った政治将校のキリバエフ中尉もろとも自爆する際に使用する。
「Jungle Express」にて、後半、反乱を起こした日本陸軍に対して有村大尉が投擲し、2、3人を倒す。
『北斗の拳』
ジャッカル編後半でケンシロウに追い込まれたジャッカルが最後の切り札としてデビルリバースを獄舎から解放する際に、光に飢えていたデビルリバースの心を掌握する材料として天井を破壊するのに使用。
牙一族編後半では牙大王がケンシロウに追い詰められた際に切り札として隠し持ち使おうとするが、紐を引いて起爆体勢に入った直後にケンシロウに秘孔を突かれた事によって筋肉の硬直が始まり、手榴弾を掴んだ右手の指が動かず手から離れなくなり爆発、右腕が吹き飛ばされてしまう。アニメ21話ではKING軍の一員でありながらシンに反乱を起こしたバルコムが自身の配下もろともシンを爆殺すべくダイナマイトとともに大量に投げ込み、その様子を見てシンを倒したと喜んだものの、死んだのは自身の配下のみでシンを仕留めることはできなかった。
『宮崎駿の雑想ノート』
『紅の豚』の原作『飛行艇時代』『泥まみれの虎』に登場。『豚の虎』では集束装薬が登場する。
『幼女戦記』
第二〇三魔導大隊が使用。
『ルパン三世 カリオストロの城』
序盤のカーチェイスの際、カリオストロ公国の国家警察がルパンと次元の乗るフィアット・500に向かって投擲する。
『ルパン三世 (TV第2シリーズ)』
第145話『死の翼アルバトロス』にて、ロンバッハ博士が飛行中の超大型武装飛行艇「アルバトロス」の機上から峰不二子に向かって投擲するが、投げ返され自爆する。その後、弾頭部6つを加え収束装薬化して投擲しようとするが、不二子からの銃撃で弾頭部が切り離され、原爆プラントを包有した左主翼付け根付近で爆発する。ピンを引き抜いて点火したり、信管の入ってない弾頭部が転がり落ちただけで爆発したりと、実際のM24ではありえない描写が見られる。

### ゲーム
『The Saboteur』
ナチス兵士が使用する。弾頭部に赤いテープが巻かれている。
『Wolfenstein: Enemy Territory』
ドイツ軍（枢軸国）のグレネードとして登場する。
『コール オブ デューティシリーズ』
『CoD』
ドイツ軍のグレネードとして登場する。
『CoD:UO』
ドイツ軍のグレネードとして登場する。
『CoD:FH』
ドイツ軍のグレネードとして登場する。
『CoD2』
ドイツ軍のグレネードとして登場する。
『CoD2:BRO』
ドイツ軍のグレネードとして登場する。
『CoD3』
ドイツ軍のグレネードとして登場する。
『CoD:WaW』
ドイツ軍の手榴弾として登場する。
『CoD:BO3』
ゾンビモードでドイツ軍が使用する。

『スナイパーエリートV2』
ドイツ兵の装備品として登場。名称は「Stielhandgranate」。主人公カール・フェアバーンも調達・使用が可能であり、劇中に登場するF1手榴弾と比較して「破壊力に劣るが、投擲距離では優れる」という特性を持つ。
『トータル・タンク・シミュレーター』
ドイツのライフル兵、SMG(サブマシンガン兵)、スナイパー、突撃兵、ATR(対戦車ライフル兵)が3本ずつ携行している。
『バトルフィールドシリーズ』
『BF1942』
ドイツ軍・日本軍の手榴弾として登場する。
『BFVietnam』
北ベトナム軍・ベトコンで使用可能。
『BF1』
ドイツ軍の手榴弾として登場するほか、収束装薬化した物も登場する。
『BF5』
ドイツ軍の手榴弾として登場するほか、突撃兵で収束装薬化した物が使用可能。

『メダル・オブ・オナーシリーズ』
対ドイツ戦を扱った作品で登場。
『メタルスラッグ』
プレイヤーが所持。最初は10発だが、アイテムを拾えば増える。